# Шанторо
Шанторо (фр. Champtauroz) — громада  в Швейцарії в кантоні Во, округ Бруа-Вюлі.

## Географія
Громада розташована на відстані близько 55 км на південний захід від Берна, 28 км на північний схід від Лозанни.
Шанторо має площу 3,1 км², з яких на 5% дозволяється будівництво (житлове та будівництво доріг), 75,6% використовуються в сільськогосподарських цілях, 19,1% зайнято лісами, 0,3% не є продуктивними (річки, льодовики або гори).

## Демографія
2019 року в громаді мешкало 130 осіб (+7,4% порівняно з 2010 роком), іноземців було 7,7%. Густота населення становила 43 осіб/км².
За віковим діапазоном населення розподілялося таким чином: 28,5% — особи молодші 20 років, 54,6% — особи у віці 20—64 років, 16,9% — особи у віці 65 років та старші. Було 52 помешкань (у середньому 2,5 особи в помешканні).
Із загальної кількості 33 працюючих 23 було зайнятих в первинному секторі, 0 — в обробній промисловості, 10 — в галузі послуг.